# College Fjord
Il fiordo College (College Fjord in inglese) è un fiordo situato nell'Alaska (Stati Uniti) nel Census Area di Valdez-Cordova.

## Dati fisici
Il fiordo si trova nella parte settentrionale dello Stretto di Prince William (Prince William Sound), più precisamente a nord del braccio di mare Port Wells, all'interno della Foresta Nazionale di Chugach (Chugach National Forest). Il fiordo contiene diversi ghiacciai marini (che terminano in acqua), grandi ghiacciai vallivi e molti altri minori. Il fiordo è lungo 40 km e largo mediamente 5 km. Alla testa il fiordo si divide in due bracci di mare (Harvard Arm a oriente e Yale Arm a occidente) con nel mezzo il promontorio College Point alto 45 metri (61°12′22″N 147°45′32″W).

### I ghiacciai del fiordo
I principali ghiacciai del fiordo sono:

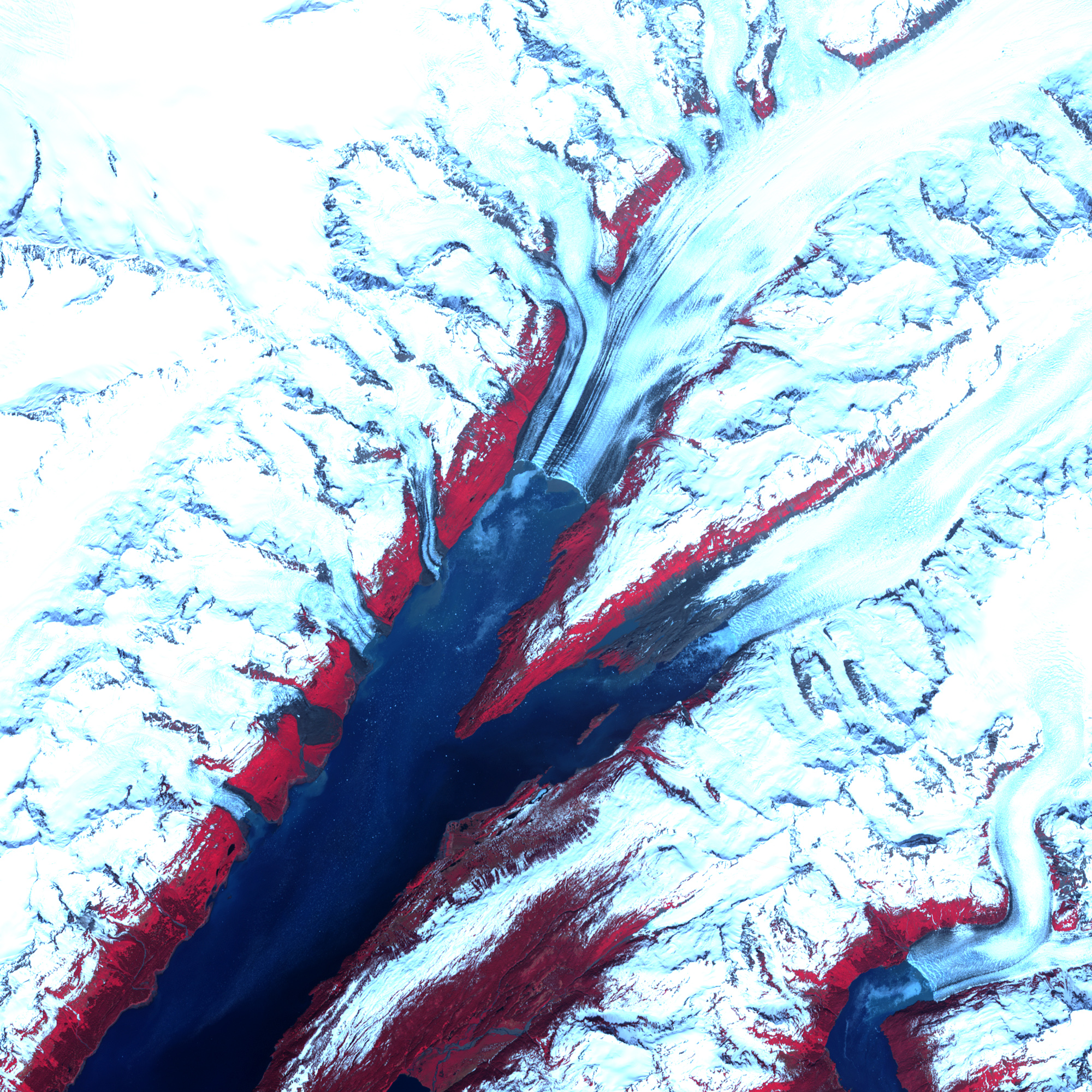
Immagine potenziata a raggi infrarossi di College Fjord. La neve appare bianca, i ghiacciai appaiono blu brillante e le superfici terrestri con vegetazione appaiono rosse.

| Nome del ghiacciaio    | Quota alle coordinate indicate (m s.l.m.) | Coordinate             | Ubicazione del ghiacciaio                                      |
| ---------------------- | ----------------------------------------- | ---------------------- | -------------------------------------------------------------- |
| Harvard Glacier        | 239                                       | 61°18′25″N 147°39′57″W | Alla testa del fiordo                                          |
| Yale Glacier           | 304                                       | 61°12′00″N 147°42′00″W | Sul lato orientale del fiordo                                  |
| Eliot Glacier          | 668                                       | 61°21′25″N 147°38′03″W | A nord dei ghiacciai Harvard e Yale                            |
| Radcliffe Glacier      | 614                                       | 61°19′41″N 147°42′08″W | A destra del ghiacciaio Harvard (condivide la fronte sul mate) |
| Smith Glacier          | 1.559                                     | 61°17′20″N 147°48′56″W | Sul lato occidentale del fiordo                                |
| Bryn Mawr Glacier      | 1.443                                     | 61°15′05″N 147°52′01″W | Sul lato occidentale del fiordo                                |
| Wellesley Mawr Glacier | 1.154                                     | 61°11′53″N 147°56′05″W | Sul lato occidentale del fiordo                                |

Altri ghiacciai del fiordo sono:
- Cap Glacier 60°56′57″N 147°54′27″W
- Tommy Glacier 60°59′17″N 147°53′14″W
- Crescent Glacier 60°59′47″N 147°51′26″W
- Amherst Glacier 61°00′23″N 147°49′31″W
- Lafayette Glacier 61°01′10″N 147°46′34″W
- Williams Glacier 61°03′39″N 147°45′46″W
- Muth Glacier 61°06′45″N 147°40′00″W
- Dartmouth Glacier 61°10′06″N 147°37′02″W
- Downer Glacier 61°16′26″N 147°36′47″W
- Lowell Glacier 61°18′13″N 147°34′00″W
- Baltimora Glacier 61°18′06″N 147°46′14″W
- Vassar Glacier 61°13′11″N 147°53′16″W
- Barnard Glacier 61°10′38″N 147°56′04″W
- Holyoke Glacier 61°09′59″N 147°57′36″W

### I monti vicini al fiordo
Il fiordo è circondato dai seguenti monti (tutti appartenenti al gruppo montuoso del Chugach):
| Nome del monte     | Altezza (m s.l.m.) | Coordinate             | Ubicazione del monte                       |
| ------------------ | ------------------ | ---------------------- | ------------------------------------------ |
| Mount Emerson      | 1.446              | 61°07′02″N 148°01′02″W | Sul lato occidentale all'uscita del fiordo |
| Mount Glenn        | 2.944              | 61°21′34″N 147°22′34″W | In testa del fiordo a circa 12 km          |
| Mount Castner      | 1.546              | 61°11′24″N 147°35′02″W | Sul lato orientale a metà fiordo           |
| Mount Marcus Baker | 3.993              | 61°26′14″N 147°45′07″W | Circa 15 km a nord del fiordo              |

## Storia
Il nome del fiordo (e dei suoi ghiacciai) deriva dai rinomati collegi della "East Coast". La sua prima visita in tempi moderni risale al 1899 durante la spedizione scientifica Harriman. La maggior parte dei ghiacciai sono stati nominati dai geologi della Harriman Alaska Expedition del 1899, dai geologi Grant e Higgins tra il 1908 e il 1912, e da Lawrence Martin nel 1910.
La maggior parte dei ghiacciai del College Fjord hanno mostrato una tendenza generale ad una lenta recessione fin dalla prima mappatura all'inizio del XX secolo. Il ghiacciaio di Harvard, tuttavia, sta avanzando lentamente da quasi 100 anni. Il ghiacciaio di Yale viceversa si è ritirato rapidamente con oltre 6 km di recessione durante il 20 ° secolo. Il terremoto del 1964 provocò frane e valanghe sui ghiacciai Smith, Vassar, Harvard e Yale.

## Alcune immagini

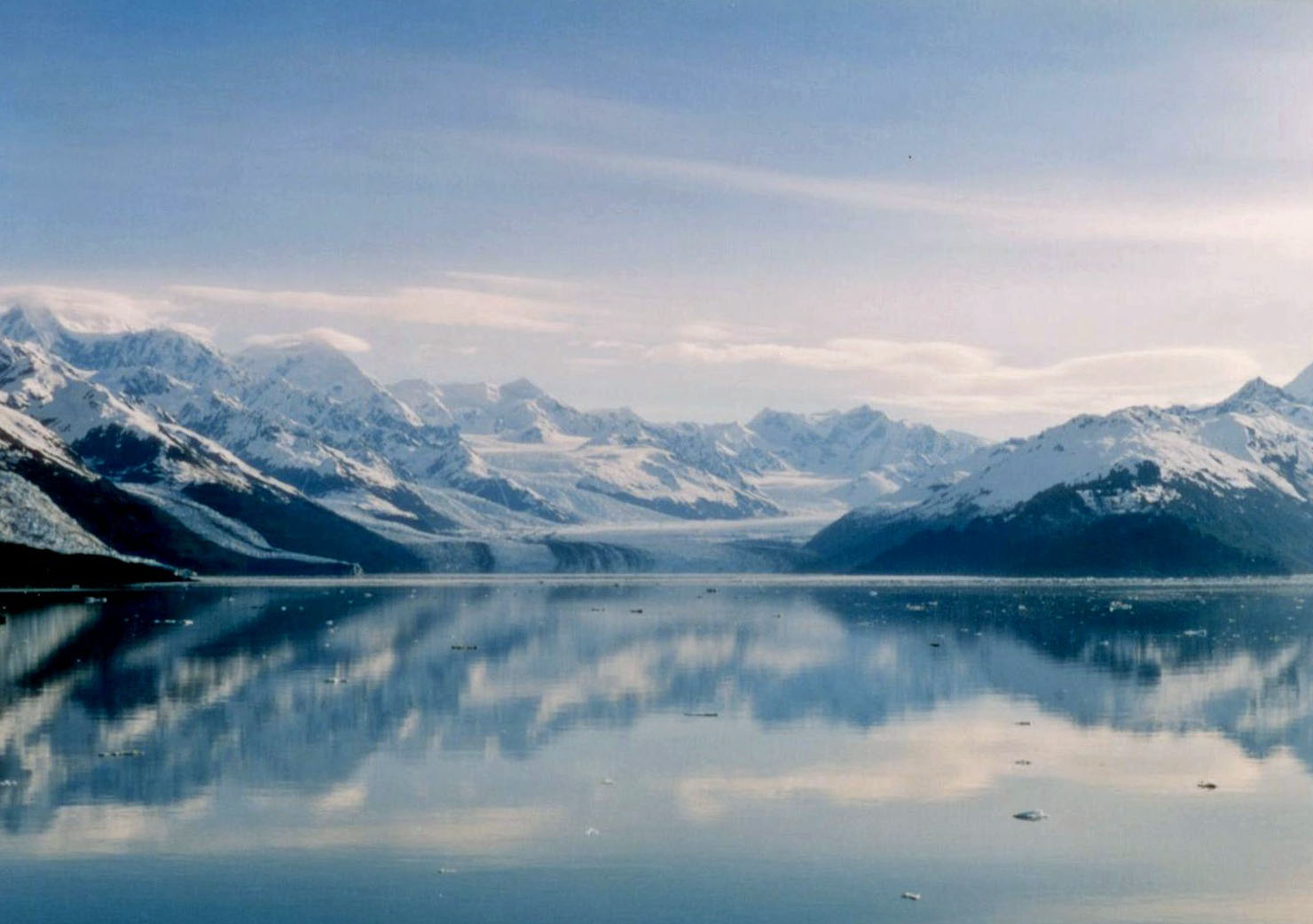
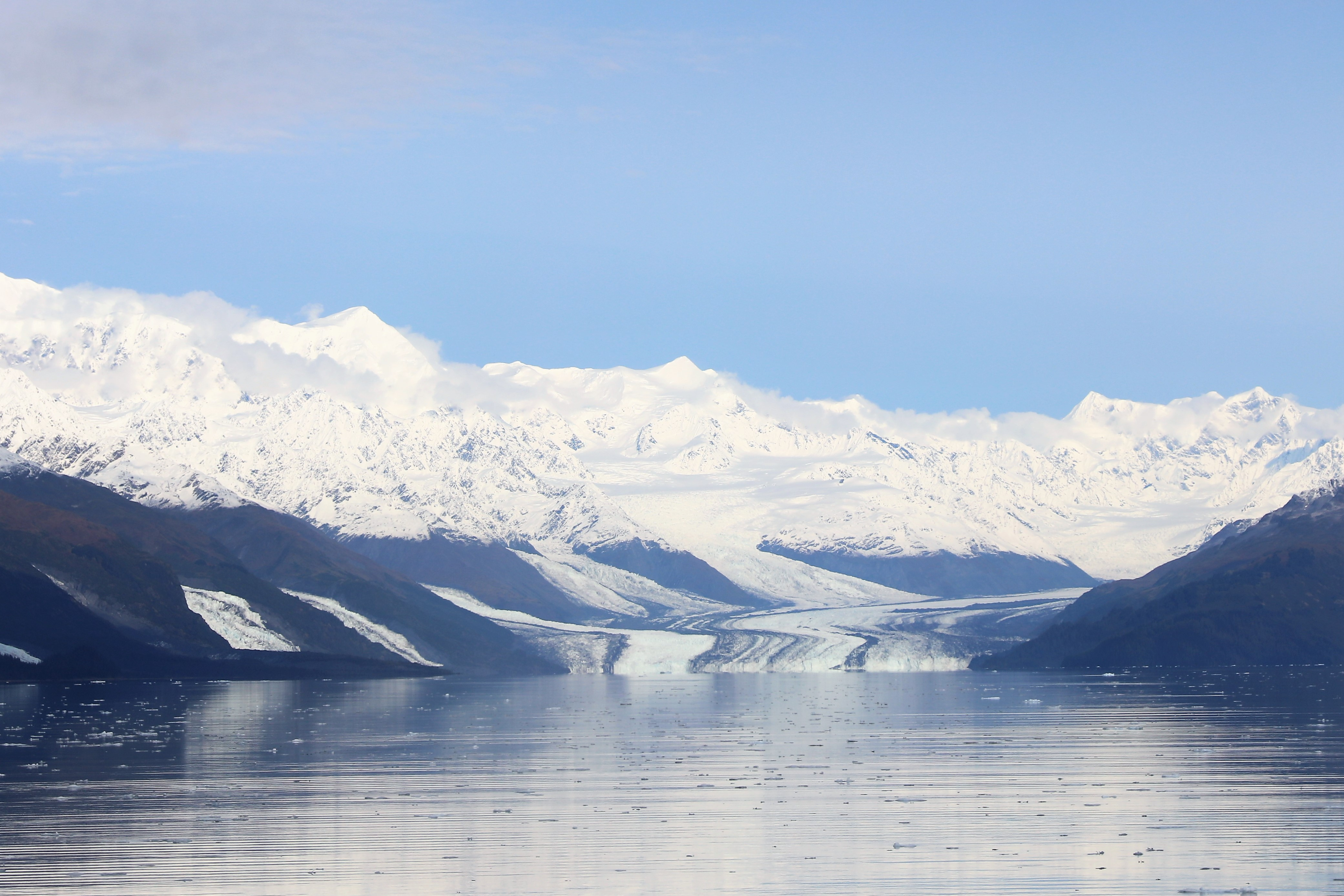
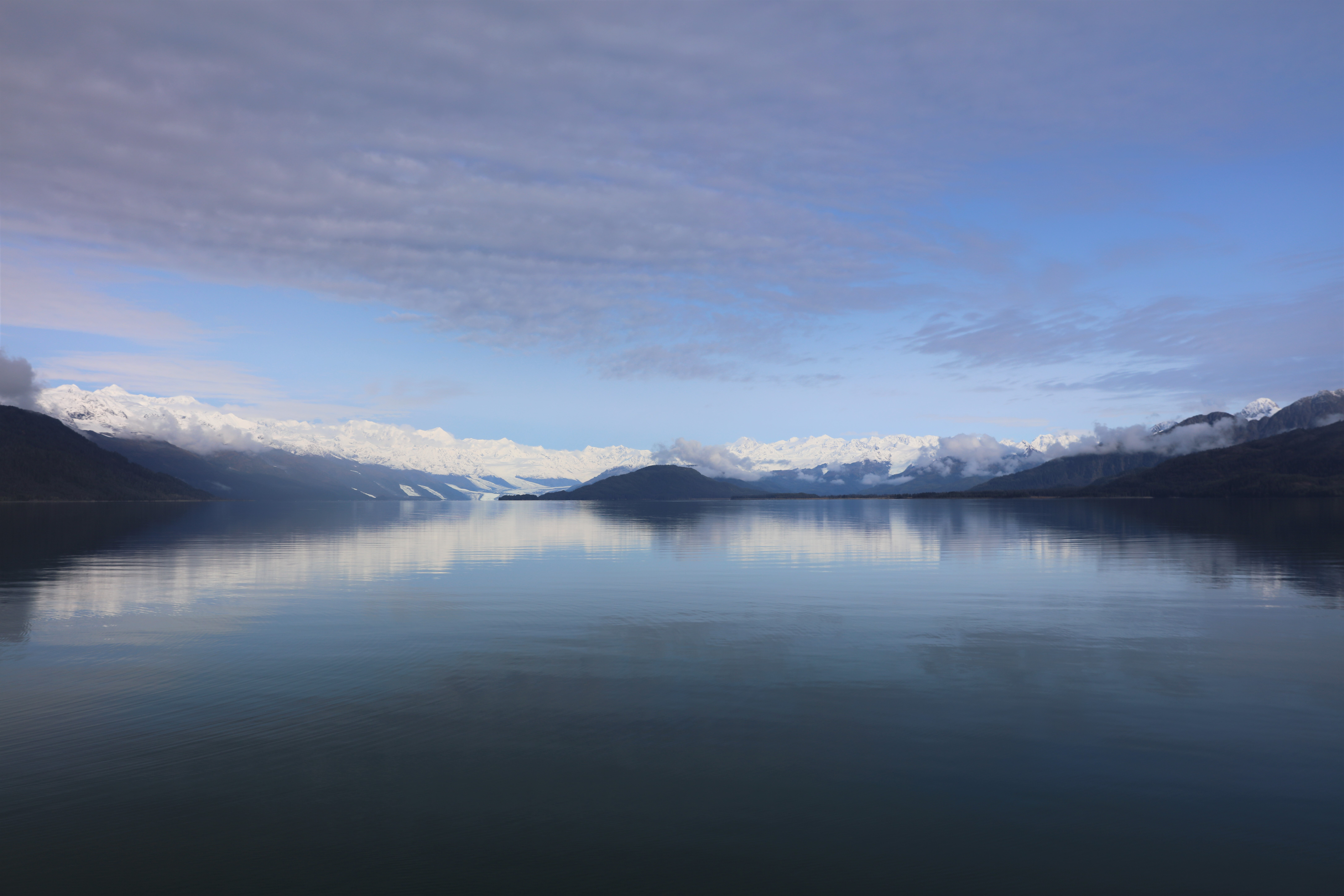
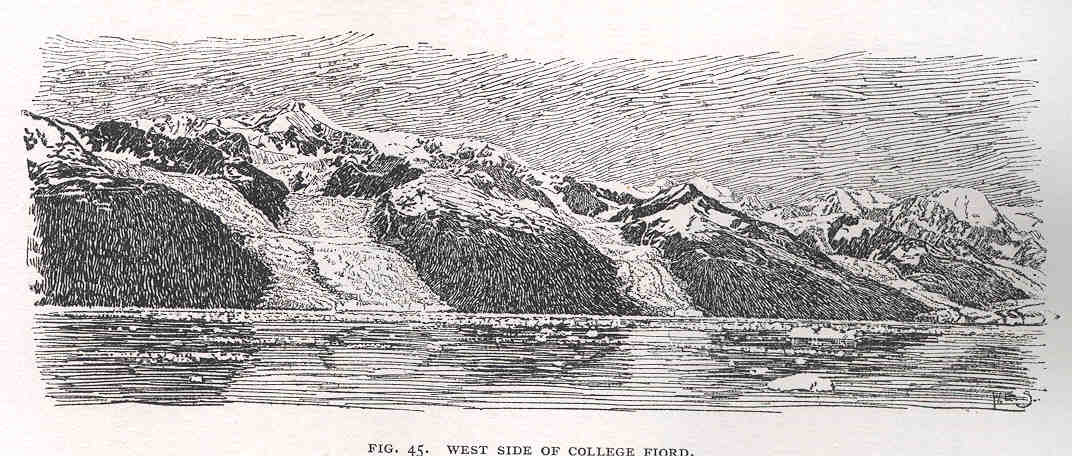
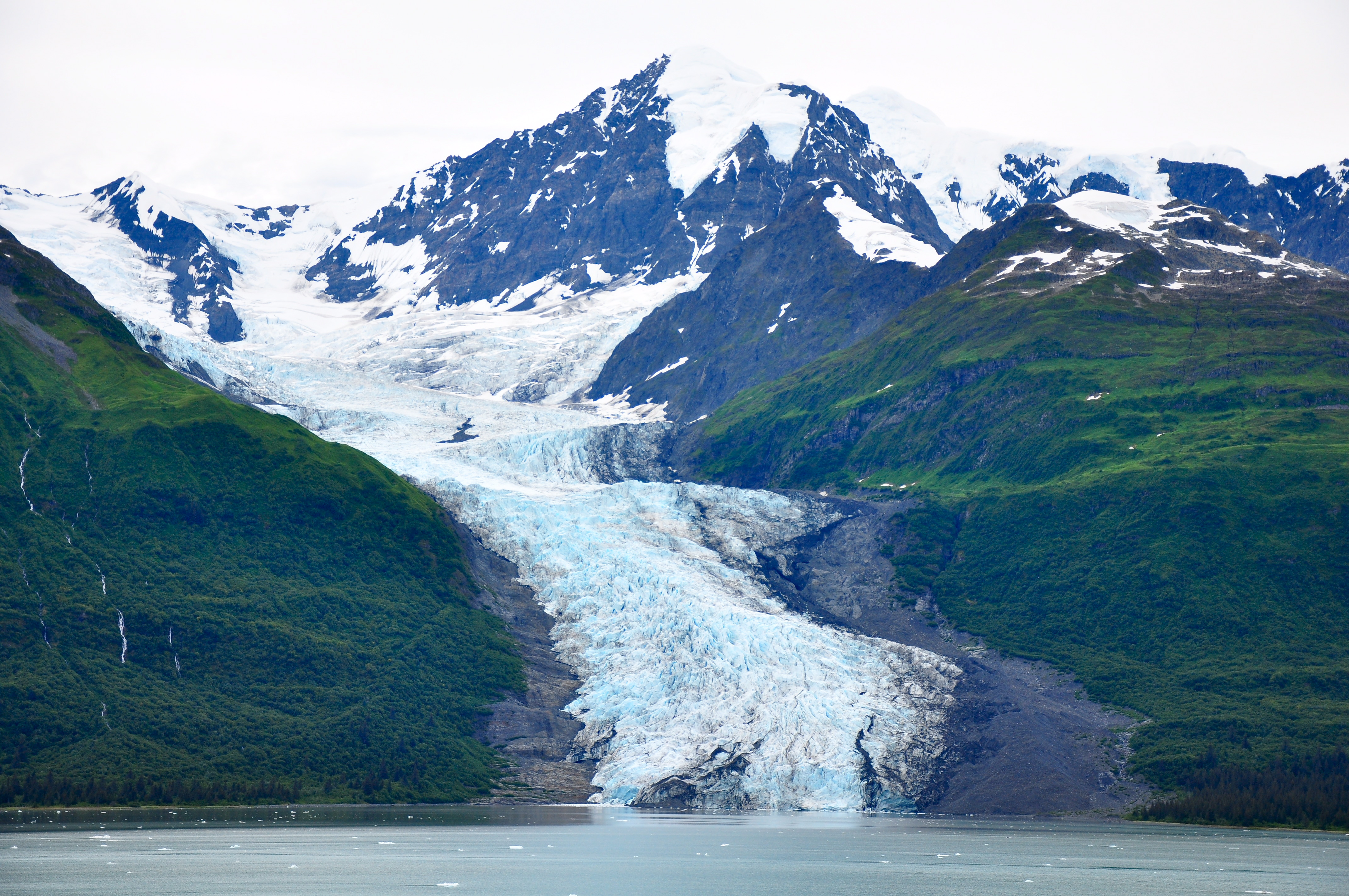

## Accessi e turismo
Il fiordo è raggiungibile solamente via mare da Whittier (60 km circa) a da Valdez (130 km circa). Durante la stagione turistica sono programmate diverse escursioni via mare da Whittier per visitare il ghiacciaio e quelli vicini.